# سیارک ۱۳۷
سیارک ۱۳۷ (به انگلیسی: 137 Meliboea) صد و سی و هفتمین سیارک کشف شده‌است که در ۲۱ آوریل ۱۸۷۴ کشف شد.
قدر مطلق سیارک برابر ۸٫۰۵ است.